# Daihatsu Compagno
Der Daihatsu Compagno, in Afrika Daihatsu 1000 genannt, war ein Pkw-Modell der japanischen Automobilmarke Daihatsu, das zwischen 1963 und 1969 produziert wurde. Erhältlich war der Kleinwagen zwei- oder viertürig als Limousine, zweitürig als Spider (Cabriolet) oder Pickup, oder als Kombi  mit zwei Türen  und Heckklappe. Anders als andere Kleinwagen dieser Zeit (wie etwa der Toyota Publica oder der Opel Kadett) war er nicht selbsttragend, sondern auf einen Leiterrahmen aufgebaut. Angetrieben wurde der Wagen mit einem Viertakt-Ottomotor mit hängenden Ventilen und vier Zylindern in Reihe mit entweder 0,8 oder 1,0 Litern Hubraum. Der Spider war auch mit Saugrohreinspritzung erhältlich, die anderen Versionen gab es nur mit Vergaser. Die Kraft wurde über ein vollsynchronisiertes Viergangschaltgetriebe auf die Hinterachse übertragen. Die Vorderräder waren einzeln an doppelten Dreieckslenkern mit Drehstabfedern aufgehängt, hinten gab es eine Starrachse an halbelliptischen Blattfedern.

## Motordaten
|                                 | 0,8 l                                                      | 1,0 l                                                      |
| ------------------------------- | ---------------------------------------------------------- | ---------------------------------------------------------- |
| Motorbauart                     | Viertakt, vier Zylinder in Reihe                           | Viertakt, vier Zylinder in Reihe                           |
| Ventile                         | untenliegende Nockenwelle, 2 Ventile pro Zylinder, hängend | untenliegende Nockenwelle, 2 Ventile pro Zylinder, hängend |
| Hubraum                         | 797 cm³                                                    | 958 cm³                                                    |
| Bohrung × Hub                   | 62,0 × 66,0 mm                                             | 68,0 × 66,0 mm                                             |
| Verdichtung                     | 8,0 : 1                                                    | 9,0 : 1                                                    |
| Leistung max. kW (PS) bei 1/min | 31 (42) bei 5000                                           | 41 (56) bei 5500                                           |
| Drehmoment max. Nm bei 1/min    | 64 bei 3600                                                | 76 bei 4000                                                |
| Gemischaufbereitung             | Vergaser, Saugrohreinspritzung (Spider)                    | Vergaser, Saugrohreinspritzung (Spider)                    |
| Höchstgeschwindigkeit km/h      | 109                                                        | 129                                                        |